# Malcolm Wallerstedt
Malcolm Lennart Wallerstedt, född 30 augusti 1924 i Halmstad, död 31 december 1976 på Åsneröd 1:2, Harlösa församling, Malmöhus län, var en svensk redaktör.
Wallerstedt, som var son till direktör Ernst Wallerstedt och Annie Schmidt, avlade studentexamen i Lund 1943, reservofficersexamen 1945, bedrev humanistiska studier i Lund 1945–1947 och studerade engelsk dagspress i London 1954. Han anställdes på tidningen Arbetet i Malmö 1948, blev andre redaktör för HSB:s tidskrift Vår bostad 1955, redaktionssekreterare för Svensk Jakt 1959 och var redaktör där 1964–1973. Han var major i trängtruppernas reserv. Han var verksam som auktoriserad exteriördomare för taxar från 1955 och bedrev kynologiska studier i Västtyskland 1959 och 1962.